# Diretiva
Diretiva é uma construção de algumas linguagens de programação que especifica como o compilador ou montador deve processar o código fonte. Em alguns contextos, as diretivas são conhecidas como pragmas.
Em assembly, as diretivas, geralmente, especificam informações como a plataforma alvo, separam seções de código, e assim por diante. Já em C e C++, a linguagem suporta um pré-processador de macros, e o código que deve ser passado pelo pré-processador é indicado por diretivas de pré-processamento, como #define e #include. Em Turbo Pascal, as diretivas são chamadas comentários significantes, porque na gramática da linguagem elas seguem a mesma sintaxe dos comentários. Assim, um comentário significante é um comentário cujo primeiro caractere é um $, e cujo segundo caractere é uma letra. Por exemplo, o equivalente para o #include "arquivo" do C é o comentário significante {$I "file"}. Em Perl, a palavra-chave use pode introduzir um pragma, como use strict; ou use utf8;.